# (10749) Musäus
(10749) Musäus (1989 GH8) – planetoida z pasa głównego asteroid okrążająca Słońce w ciągu 3,73 lat w średniej odległości 2,41 j.a. Odkryta 6 kwietnia 1989 roku.